# Como Calcio 1975-1976
Questa voce raccoglie le informazioni riguardanti il Como Calcio nelle competizioni ufficiali della stagione 1975-1976.

## Stagione
In questa stagione il Como ha giocato, per la quinta volta nella sua storia, in Serie A. Si è classificato al quindicesimo posto con 21 punti, venendo così retrocesso in Serie B. Lo scudetto è stato vinto dal Torino con 45 punti davanti alla Juventus con 43 punti. Con il Como sono retrocessi l'Ascoli con 23 punti, ed il Cagliari con 19 punti.
La stagione del Como è iniziata con l'allenatore Beniamino Cancian che dopo la sconfitta (1-0) con il Cagliari alla dodicesima giornata viene sostituito da Osvaldo Bagnoli. La squadra lariana ha ottenuto una vittoria a tavolino (0-2) sulla Fiorentina alla 24ª giornata, a causa di un oggetto che colpì il portiere Antonio Rigamonti, sul campo di Firenze la partita si era chiusa sul risultato di (4-1) per la Fiorentina. Con questa vittoria ottenuta a tavolino in tutto il torneo, il Como ha vinto sole 5 partite, non sufficienti a mantenere la categoria. Con 7 reti il miglior marcatore stagionale dei lariani è stato Alessandro Scanziani, di cui 6 in campionato ed 1 in Coppa Italia. In questa manifestazione è stato eliminato al primo turno pur avendo vinto il secondo girone di qualificazione con 6 punti, per la peggior differenza reti nei confronti del Genoa.

## Rosa
| N. |                   | Ruolo | Calciatore             |
| -- | ----------------- | ----- | ---------------------- |
|    | Italia (bandiera) | P     | Antonio Rigamonti      |
|    | Italia (bandiera) | P     | Vincenzo Tortora       |
|    | Italia (bandiera) | P     | Antonello Sartore      |
|    | Italia (bandiera) | D     | Silvano Fontolan       |
|    | Italia (bandiera) | D     | Giorgio Garbarini      |
|    | Italia (bandiera) | D     | Simone Boldini         |
|    | Italia (bandiera) | D     | Roberto Melgrati       |
|    | Italia (bandiera) | D     | Gian Pietro Martinelli |
|    | Italia (bandiera) | D     | Tiziano Mutti          |
|    | Italia (bandiera) | C     | Claudio Correnti       |
|    | Italia (bandiera) | C     | Alessandro Scanziani   |

| N. |                   | Ruolo | Calciatore        |
| -- | ----------------- | ----- | ----------------- |
|    | Italia (bandiera) | C     | Doriano Pozzato   |
|    | Italia (bandiera) | C     | Mario Guidetti    |
|    | Italia (bandiera) | C     | Pasquale Iachini  |
|    | Italia (bandiera) | C     | Fortunato Torrisi |
|    | Italia (bandiera) | A     | Renzo Rossi       |
|    | Italia (bandiera) | A     | Renato Cappellini |
|    | Italia (bandiera) | A     | Paolo Rossi       |
|    | Italia (bandiera) | A     | Oliviero Garlini  |
|    | Italia (bandiera) | A     | Marco Cordioli    |
|    | Italia (bandiera) | A     | Donato Roda       |

## Risultati

### Serie A

#### Girone di andata
| Arbitro: | R. Lattanzi (Roma) |

|                       |           |  |
| G. Savoldi 83’ (rig.) | Marcatori |  |

| Arbitro: | Menegali (Roma) |

|                             |           |                                  |
| S. Fontolan 62’ Pozzato 76’ | Marcatori | 1’ Furino 89’ (aut.) S. Fontolan |

| Arbitro: | Gonella (Torino) |

|              |           |  |
| Maraschi 52’ | Marcatori |  |

| Como 2 novembre 1975, ore 14.30 4ª giornata | Como                | 0 – 0 referto | Roma | Stadio Giuseppe Sinigaglia\| Arbitro: \| Panzino (Catanzaro) \| |
| Arbitro:                                    | Panzino (Catanzaro) |               |      |                                                                 |

| Arbitro: | Trinchieri (Reggio Emilia) |

|                        |           |  |
| Vannini 11’ Scarpa 90’ | Marcatori |  |

| Arbitro: | Levrero (Genova) |

|                                  |           |  |
| Cappellini 53’, 82’ Melgrati 73’ | Marcatori |  |

| Arbitro: | Ciacci (Firenze) |

|                  |           |               |
| Nanni 73’ (rig.) | Marcatori | 49’ Scanziani |

| Como 7 dicembre 1975, ore 14.30 8ª giornata | Como                        | 0 – 0 referto | Ascoli | Stadio Giuseppe Sinigaglia\| Arbitro: \| Moretto (San Donà di Piave) \| |
| Arbitro:                                    | Moretto (San Donà di Piave) |               |        |                                                                         |

| Arbitro: | Prati (Parma) |

|  |           |                   |
|  | Marcatori | 80’ W. Speggiorin |

| Arbitro: | Barbaresco (Cormons) |

|              |           |  |
| Graziani 47’ | Marcatori |  |

| Arbitro: | Menicucci (Firenze) |

|             |           |                                         |
| Iachini 87’ | Marcatori | 18’, 64’ Chiarugi 26’ Calloni 77’ Bigon |

| Arbitro: | Gialluisi (Barletta) |

|          |           |  |
| Riva 66’ | Marcatori |  |

| Arbitro: | Trinchieri (Reggio Emilia) |

|                              |           |                                     |
| Mascetti 32’, 35’ Macchi 40’ | Marcatori | 39’ (rig.) Rigamonti 60’ Cappellini |

| Como 25 gennaio 1976, ore 14.30 14ª giornata | Como                         | 0 – 0 referto | Cesena | Stadio Giuseppe Sinigaglia\| Arbitro: \| Agnolin (Bassano del Grappa) \| |
| Arbitro:                                     | Agnolin (Bassano del Grappa) |               |        |                                                                          |

| Arbitro: | Bergamo (Livorno) |

|                                   |           |                             |
| Garlaschelli 14’, 63’ Ferrari 65’ | Marcatori | 16’ (aut.) Wilson 56’ Rossi |

#### Girone di ritorno
| Arbitro: | Panzino (Catanzaro) |

|  |           |                     |
|  | Marcatori | 67’ (aut.) R. Rossi |

| Arbitro: | Ciulli (Roma) |

|             |           |             |
| Bettega 56’ | Marcatori | 57’ Pozzato |

| Como 22 febbraio 1976, ore 14.30 18ª giornata | Como            | 0 – 0 referto | Sampdoria | Stadio Giuseppe Sinigaglia\| Arbitro: \| Serafino (Roma) \| |
| Arbitro:                                      | Serafino (Roma) |               |           |                                                             |

| Arbitro: | Gonella (Torino) |

|                                |           |               |
| Casaroli 28’ S. Pellegrini 47’ | Marcatori | 62’ Scanziani |

| Como 7 marzo 1976, ore 14.30 20ª giornata | Como                   | 0 – 0 referto | Perugia | Stadio Giuseppe Sinigaglia\| Arbitro: \| R. Lo Bello (Siracusa) \| |
| Arbitro:                                  | R. Lo Bello (Siracusa) |               |         |                                                                    |

| Arbitro: | Lenardon (Siena) |

|                          |           |                |
| Libera 3’ Boninsegna 58’ | Marcatori | 62’ Cappellini |

| Arbitro: | Mattei (Macerata) |

|                                    |           |             |
| Rigamonti 19’ (rig.) Scanziani 62’ | Marcatori | 90’ Maselli |

| Arbitro: | Vannucchi (Bologna) |

|                 |           |               |
| Gola 63’ (rig.) | Marcatori | 31’ Scanziani |

| Arbitro: | Andreoli (Padova) |

|                                                     |           |             |
| Desolati 46’, 89’ R. Rossi 80’ (aut.) Bresciani 86’ | Marcatori | 41’ Pozzato |

| Arbitro: | Agnolin (Bassano del Grappa) |

|  |           |              |
|  | Marcatori | 10’ Graziani |

| Arbitro: | Mascali (Desenzano del Garda) |

|                           |           |                                   |
| Sabadini 40’ Chiarugi 50’ | Marcatori | 44’ (rig.) Rigamonti 64’ Fontolan |

| Arbitro: | Barboni (Firenze) |

|                                     |           |  |
| Scanziani 36’ Rossi 43’ Iachini 85’ | Marcatori |  |

| Arbitro: | Panzino (Catanzaro) |

|                                 |           |            |
| Scanziani 33’ Zigoni 56’ (aut.) | Marcatori | 40’ Sirena |

| Arbitro: | Gonella (Torino) |

|                     |           |  |
| Urban 64’ Festa 78’ | Marcatori |  |

| Arbitro: | Agnolin (Bassano del Grappa) |

|                         |           |                          |
| Pozzato 6’ Correnti 17’ | Marcatori | 20’ Giordano 53’ Badiani |

### Coppa Italia

#### Girone 2
| Arbitro: | Celli (Trieste) |

|  |           |              |
|  | Marcatori | 38’ Guidetti |

| Bologna 31 agosto 1975 2ª giornata | Bologna         | 0 – 0 | Como | Stadio Comunale\| Arbitro: \| Schena (Foggia) \| |
| Arbitro:                           | Schena (Foggia) |       |      |                                                  |

| Arbitro: | B. Marino (Genova) |

|                              |           |  |
| Cappellini 67’ Scanziani 81’ | Marcatori |  |

| Arbitro: | Gonella (Torino) |

|                 |           |           |
| S. Fontolan 77’ | Marcatori | 20’ Bonci |

| 21 settembre 1975 5ª giornata |  | – Turno di riposo COMO |  |  |

## Statistiche

### Statistiche di squadra
| Competizione | Punti | In casa | In casa | In casa | In casa | In casa | In casa | In trasferta | In trasferta | In trasferta | In trasferta | In trasferta | In trasferta | Totale | Totale | Totale | Totale | Totale | Totale | DR |
| Competizione | Punti | G       | V       | N       | P       | Gf      | Gs      | G            | V            | N            | P            | Gf           | Gs           | G      | V      | N      | P      | Gf     | Gs     | DR |
| ------------ | ----- | ------- | ------- | ------- | ------- | ------- | ------- | ------------ | ------------ | ------------ | ------------ | ------------ | ------------ | ------ | ------ | ------ | ------ | ------ | ------ | -- |
| Serie A      | 21    | 15      | 4       | 7       | 4       | 15      | 13      | 15           | 1            | 4            | 10           | 13           | 23           | 30     | 5      | 11     | 14     | 28     | 36     | -8 |
| Coppa Italia | 6     | 2       | 1       | 1       | 0       | 3       | 1       | 2            | 1            | 1            | 0            | 1            | 0            | 4      | 2      | 2      | 0      | 4      | 1      | +3 |
| Totale       |       | 17      | 5       | 8       | 4       | 18      | 14      | 17           | 2            | 5            | 10           | 14           | 23           | 34     | 7      | 13     | 14     | 32     | 37     | -5 |

### Statistiche dei giocatori
| Giocatore     | Serie A  | Serie A | Serie A     | Serie A    | Coppa Italia | Coppa Italia | Coppa Italia | Coppa Italia | Totale   | Totale | Totale      | Totale     |
| Giocatore     | Presenze | Reti    | Ammonizioni | Espulsioni | Presenze     | Reti         | Ammonizioni  | Espulsioni   | Presenze | Reti   | Ammonizioni | Espulsioni |
| ------------- | -------- | ------- | ----------- | ---------- | ------------ | ------------ | ------------ | ------------ | -------- | ------ | ----------- | ---------- |
| S. Boldini    | 28       | 0       | ?           | ?          | 4            | 0            | ?            | ?            | 32       | 0      | ?           | ?          |
| R. Cappellini | 19       | 4       | ?           | ?          | 4            | 1            | ?            | ?            | 23       | 5      | ?           | ?          |
| C. Correnti   | 30       | 1       | ?           | ?          | 4            | 0            | ?            | ?            | 34       | 1      | ?           | ?          |
| S. Fontolan   | 30       | 2       | ?           | ?          | 4            | 1            | ?            | ?            | 34       | 3      | ?           | ?          |
| G. Garbarini  | 29       | 0       | ?           | ?          | 4            | 0            | ?            | ?            | 33       | 0      | ?           | ?          |
| O. Garlini    | 3        | 0       | ?           | ?          | -            | -            | -            | -            | 3        | 0      | 0+          | 0+         |
| P. Giani      | -        | -       | -           | -          | 1            | 0            | ?            | ?            | 1        | 0      | 0+          | 0+         |
| M. Guidetti   | 25       | 0       | ?           | ?          | 4            | 1            | ?            | ?            | 29       | 1      | ?           | ?          |
| P. Iachini    | 21       | 2       | ?           | ?          | 3            | 0            | ?            | ?            | 24       | 2      | ?           | ?          |
| A. Lombardi   | -        | -       | -           | -          | 2            | 0            | ?            | ?            | 2        | 0      | 0+          | 0+         |
| G. Martinelli | 16       | 0       | ?           | ?          | -            | -            | -            | -            | 16       | 0      | 0+          | 0+         |
| R. Melgrati   | 22       | 1       | ?           | ?          | 4            | 0            | ?            | ?            | 26       | 1      | ?           | ?          |
| T. Mutti      | 10       | 0       | ?           | ?          | -            | -            | -            | -            | 10       | 0      | 0+          | 0+         |
| D. Pozzato    | 26       | 3       | ?           | ?          | 2            | 0            | ?            | ?            | 28       | 3      | ?           | ?          |
| A. Rigamonti  | 30       | 3/-36   | ?           | ?          | 4            | 0/-1         | ?            | ?            | 34       | 3      | ?           | ?          |
| P. Rossi      | 6        | 0       | ?           | ?          | -            | -            | -            | -            | 6        | 0      | 0+          | 0+         |
| R. Rossi      | 27       | 2       | ?           | ?          | 3            | 0            | ?            | ?            | 30       | 2      | ?           | ?          |
| A. Scanziani  | 27       | 6       | ?           | ?          | 4            | 1            | ?            | ?            | 31       | 7      | ?           | ?          |
| F. Torrisi    | 5        | 0       | ?           | ?          | -            | -            | -            | -            | 5        | 0      | 0+          | 0+         |
| V. Tortora    | 1        | 0       | ?           | ?          | -            | -            | -            | -            | 1        | 0      | 0+          | 0+         |
| N. Ulivieri   | 1        | 0       | ?           | ?          | 1            | 0            | ?            | ?            | 2        | 0      | ?           | ?          |